# ملعب كومونال أندورا لا فيلا
ملعب كومونال أندورا لا فيلا هو ملعب كرة قدم يقع في أندورا لا فيلا عاصمة أندورا. يسع الملعب لجلوس 1,249 متفرج. يعتبر الملعب الرسمي الذي يخوض فيه منتخب أندورا مبارياته الدولية.